# Saarländisches Zweiradmuseum

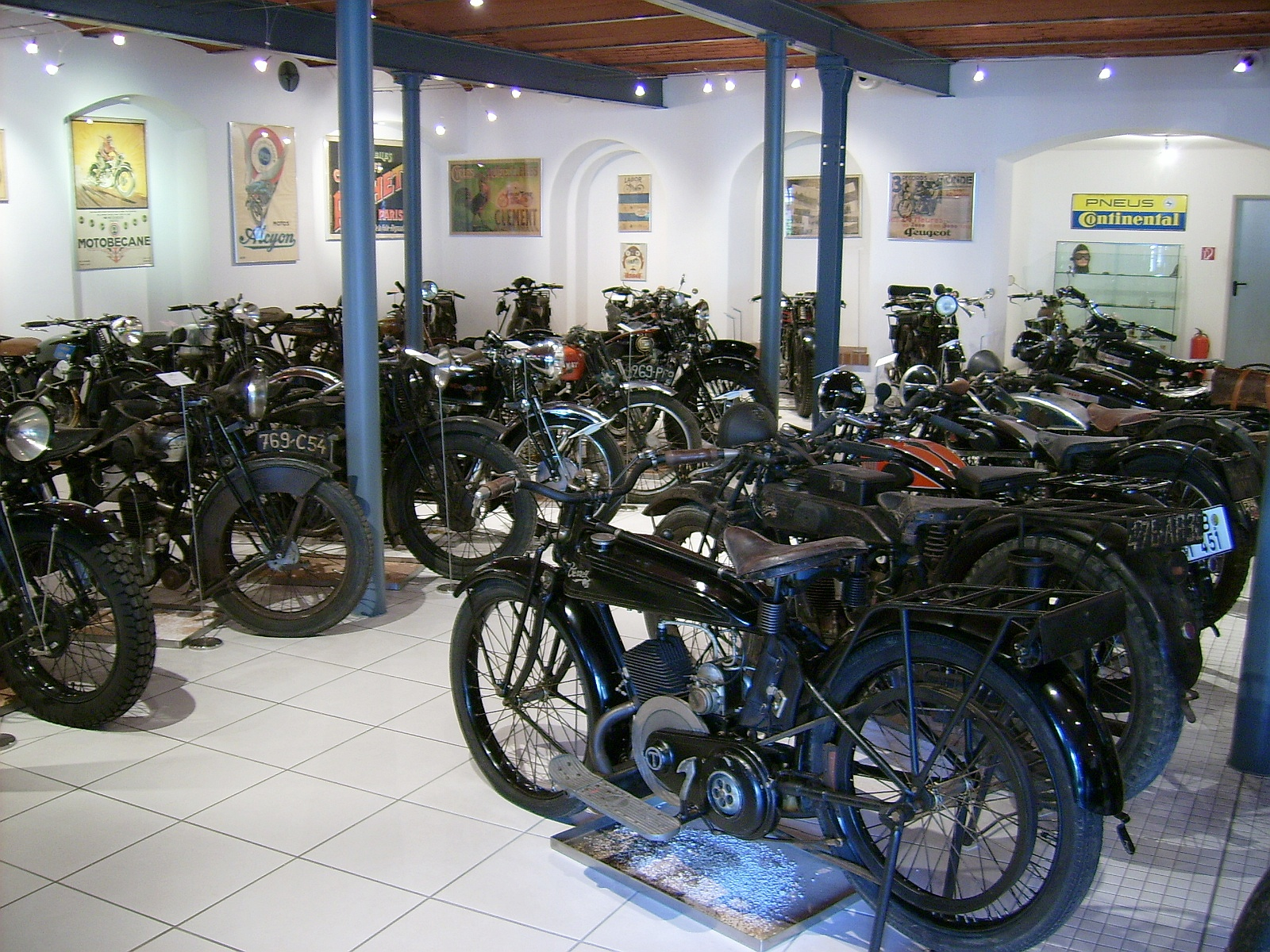
Halle mit verschiedenen Motorrädern im Zweiradmuseum in Wadgassen (2006)

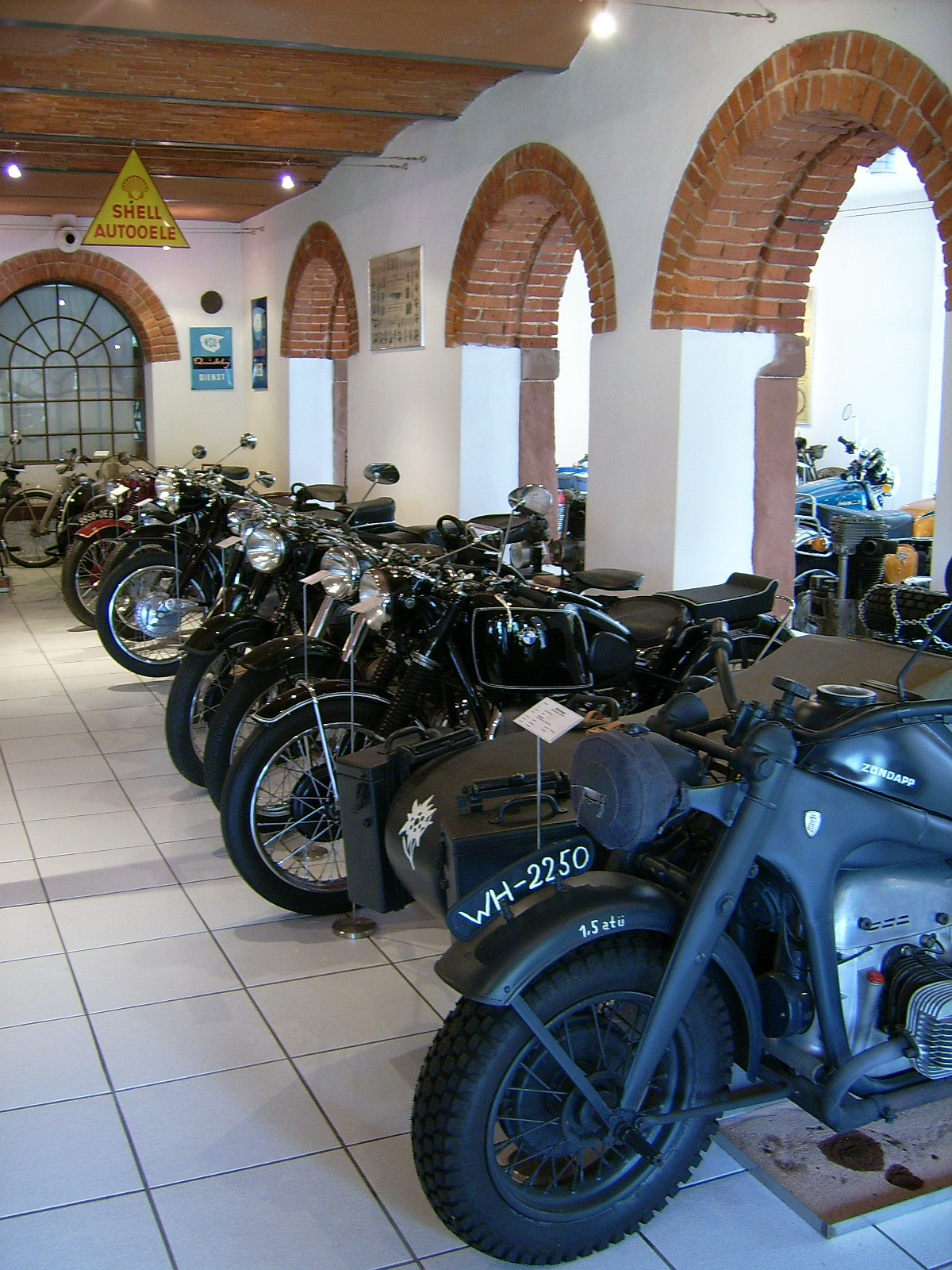
Zweiradmuseum in Wadgassen, Ansicht mit Durchblick auf den Außenbereich (2006)

Das Saarländische Zweiradmuseum wurde 1989 in Wadgassen eröffnet und 2004 noch an diesem Standort erweitert. Nachdem Villeroy & Boch dem Trägerverein die Räumlichkeiten in einem restaurierten Teil der alten Cristallerie in Wadgassen 2007 nach Verkauf der Gebäude kündigte ist der Museumsträgerverein seitdem auf der Suche nach einem neuen festen Standort.
Zur Sammlung gehören über hundert Motorräder und eine Anzahl Fahrräder. Schwerpunkt sind Motorräder aus Frankreich, bedingt durch die Nähe zum Nachbarland und der besonderen Geschichte der Region. Eine sehenswerte Sammlung von alten Originalplakaten, Emailleschildern und historischem Zubehör vervollständigte die Ausstellung. Den Mitgliedern des Motorrad Veteranen Club Wadgassen-Bous als Träger des Museums ist es ein Anliegen, die Besonderheit der Geschichte des Saarlandes – auch in der Motorisierung – zu dokumentieren.
In der Zeit zwischen 1919 und 1935 stand das damals so genannte Saargebiet unter Verwaltung des Völkerbundes. Der französische Einfluss war sehr groß, daher waren auf den Straßen des Saargebietes sehr viele Fahrzeuge aus französischer Produktion zugelassen. So war bei den Motorrädern die französische Marke Terrot der Marktführer, gefolgt von BSA, Gnome et Rhône und Peugeot. Auf den Straßen war eine Vielzahl an Marken und Modellen zu sehen.

## Schließung des Museums in Wadgassen
Die Eigentümer der Museumsräumlichkeiten Villeroy & Boch haben dem Museumsverein zum 30. September 2007 gekündigt. An dem Standort soll ein Factory-Outlet-Center erbaut werden. Im Blog des Museums hat der Verein angekündigt, dass das Museum seinen neuen Platz wahrscheinlich im Weltkulturerbe Völklinger Hütte finden werde. Zwischenzeitlich war die Sammlung mit einer kleineren Ausstellung in einem alten Kino in Völklingen untergebracht, angebotene Räumlichkeiten der Völklinger Hütte konnten vom Trägerverein wegen nicht finanzierbarer nötiger Sanierungs- und Ausbaukosten von geschätzten zwei Millionen Euro nicht angenommen werden.

## Ausgestellte Marken
- Aermacchi
- Alcyon
- BMW
- D-Rad
- DKW
- Frankonia
- Gillet Herstal
- Gnôme et Rhône
- Établissements Griffon
- Harley-Davidson
- Horex
- Imperia
- Indian
- MAS
- Miele
- MM
- Monet et Goyon
- Moto Guzzi
- Motobécane
- Motosacoche
- MR
- New-Map
- Nimbus
- Norton
- NSU
- Peugeot
- Praga
- Radior
- Ratier
- Ravat
- René-Gillet
- Saarperle
- San Sou Pap
- Saroléa
- Soyer & Clapson
- Sterva
- Sunbeam
- Terrot
- Triumph
- Velocette
- Vélosolex
- Victoria
- Zündapp

sowie:
- eine Sammlung von mehr als 50 Motorradmotoren und zeitgenössischer „Motomobilia“
- eine interessante Fahrradsammlung aus den Gründerjahren